# Senseitoseito
「senseitoseito」（せんせいとせいと）は、伊東歌詞太郎の楽曲。8作目のデジタル配信限定シングルとして2022年12月23日にビクターエンタテインメントより各音楽配信サービスにてリリースされた。

## 概要
前作「Storyteller」から約1か月ぶりの配信リリースとなる。
前作から行われた4か月連続配信リリースの第2弾楽曲となっており、ジャケットとミュージックビデオには、「Storyteller」をテーマにAIで生成されたイラストが用いられている。
本作は、作詞作曲編曲をタナカ零が手掛けており、伊東歌詞太郎は「奇才に全てを委ねて、僕が創りえない物語を紡ぐことができた」と語っている。
ミュージックビデオは、本楽曲の配信開始と同時に公開された。

## 収録内容
| #         | タイトル          | 作詞・作曲・編曲 | 時間 |
| --------- | ----------------- | ---------------- | ---- |
| 1.        | 「senseitoseito」 | タナカ零         | 4:44 |
| 合計時間: | 合計時間:         | 合計時間:        | 4:44 |